# 奧皮什尼亞尼
49°38′27″N 34°46′40″E / 49.64083°N 34.77778°E
奧皮什尼亞尼（烏克蘭語：Опішняни），是烏克蘭的村落，位於該國中部波爾塔瓦州，由波爾塔瓦區負責管轄，處於科洛馬克河右岸，在博日基附近，海拔高度90米，2001年人口86。